# Oxidercia fuscapurpurea
Oxidercia fuscapurpurea är en fjärilsart som beskrevs av William James Kaye 1901. Oxidercia fuscapurpurea ingår i släktet Oxidercia och familjen nattflyn. Inga underarter finns listade i Catalogue of Life.